# Doctrine Sinatra
La doctrine Sinatra remplace la doctrine Brejnev (protection du socialisme, à tout prix, même par intervention armée directe) en permettant aux membres du pacte de Varsovie de choisir leur propre voie pour leurs affaires internes. Cette dénomination ironique de Gorbatchev fait allusion à la chanson de Frank Sinatra My Way.